# 房彦谦墓
房彦谦墓俗称西王坟、王子墓，位于中国山东省济南市历城区彩石镇西彩石村东北，北依赵山，为唐初名臣、房玄龄之父房彦謙的墓葬，建于唐贞观五年（631年），现存封土高5米，直径约17米，墓前神道上尚存有石虎、石羊以及由史学家李百药撰文、书法家欧阳询书丹的墓碑一通，其碑额为“唐故徐州都督房公碑”九字篆书，正文介于楷隶之间，共约2500余字。
其墓东侧为清河太夫人墓，葬有其同族兄弟房仁裕之母李氏。